# Arne Hofmann
Helmut Arne Ottfried Hofmann (* 19. Juli 1953) ist ein deutscher Arzt, Facharzt für Innere und Psychosomatische Medizin, Psychotraumatologe, EMDR-Trainer und Begründer eines EMDR-Ausbildungsinstituts in Deutschland. Er führte die in den USA entwickelte Psychotherapiemethode EMDR in Deutschland ein.

## Beruflicher Werdegang
Arne Hofmann studierte ab 1977 Medizin an der Ruprecht-Karls-Universität Heidelberg und wurde 1983 promovierte über das Thema „Geburt im transkulturellen Konflikt bei den Venda“. Er machte seine Facharztausbildung am psychoanalytischen Institut in Heidelberg und lernte Familientherapie bei Helm Stierlin. Er war Assistenzarzt für Innere Medizin in einer kardiologischen Klinik in Bad Nauheim und schloss diese Facharztausbildung 1991 ab. Seine psychotherapeutische Ausbildung setzte er am Psychoanalytischen Institut von Horst-Eberhard Richter in Gießen und am Mental Research Institut der Palo-Alto-Gruppe (USA) fort. Er erlernte 1991 EMDR bei Francine Shapiro und war danach von 1991 bis 1994 Assistenzarzt für Psychosomatische Medizin an der Klinik Hohe Mark in Oberursel/Ts. bei Frankfurt am Main. Im Juli 1994 wurde dort unter seiner Leitung eine Traumastation mit 16 Betten eröffnet, in der Patienten mit EMDR behandelt wurden. 1997 begann unter seiner Führung das Forschungsprojekt zum Thema „Traumatherapie für Gewaltopfer“ an der Universität zu Köln, und 1999 wurde er Mitbegründer der ersten deutschen Ambulanz für Gewalt- und Folteropfer an der Universität zu Köln. Er ist ärztlicher Leiter Forschung und Weiterbildung der Traumaklinik Gezeiten Haus Schloss Eichholz in Wesseling.
Hofmann war Herausgeber des Standardwerks über EMDR beim Thieme-Verlag.
Er war Mitbegründer und Gründungsvorstand der Deutschsprachigen Gesellschaft für Psychotraumatologie (DeGPT), der deutschen Sektion der International Society for the Study of Dissociation (ISSD) (gemeinsam mit Michaela Huber), der Fachgesellschaft EMDR Europe sowie der Fachgesellschaft EMDRIA Deutschland e. V., wo er aktuell auch zum Vorstand gehört und Mitglied des wissenschaftlichen Ausschusses ist. Er gehört der Leitlinienkommission zur Posttraumatischen Belastungsstörung der deutschen Arbeitsgemeinschaft der Wissenschaftlichen Medizinischen Fachgesellschaften (AWMF) an. Zu seinen Forschungsschwerpunkten gehört die Behandlung von Depressionen mit EMDR.
1992 gründete Arne Hofmann das Ausbildungsinstitut EMDR Deutschland in Bergisch Gladbach, das 2022 an Maria Lehnung verkauft wurde.
Arne Hofmann ist der Sohn des Theologen Horst-Klaus Hofmann; er ist seit 1993 mit der Diplom-Psychologin Ute Hofmann verheiratet.

## Auszeichnungen
- 2012 wurde er von der Europäischen Fachgesellschaft für EMDR für seine Beiträge zur EMDR-Methode mit dem David Servan Schreiber Award[13] sowie
- 2015 von der internationalen Fachgesellschaft EMDRIA mit dem Outstanding Research Award ausgezeichnet.[9]
- 2018 erhielt Hofmann das Verdienstkreuz am Bande des Verdienstordens der Bundesrepublik Deutschland.[14]

## Schriften (Auswahl)
Ausgewählte Veröffentlichungen
- Ursula Gast, Arne Hofmann, T Oswald, F Zürndorf (Hrsg.) (2000) SKID-D, Strukturiertes klinisches Interview für DSM-IV – Dissoziative Störungen, Hogrefe, Göttingen
- Guido Flatten, Ursula Gast, Arne Hofmann, Peter Liebermann, Luise Reddemann, Wolfgang Wöller, Ernst R. Petzold, Leitlinien: Posttraumatische Belastungsstörung – Quellentext. 3. erw. Auflage, (2013) Schattauer, Stuttgart (1. Auflage 2001). ISBN 978-3-608-42923-7
- Luise Reddemann, Arne Hofmann, Ursula Gast. Psychotherapie der dissoziativen Störungen. 3. überarb. Auflage (2011), Thieme, Stuttgart (1. Auflage 2004). ISBN 978-3-131-30511-4
- Arne Hofmann (Hrsg.), EMDR – Therapie psychotraumatischer Belastungssyndrome, 5., vollst. überarb. u. erweiterte Aufl. (2014), Thieme Verlag, (1. Auflage 1999). ISBN 978-3-131-18245-6